# Мартиникский ботропс
Мартиникский ботропс (лат. Bothrops lanceolatus) — вид ямкоголовых змей рода ботропсов. Эндемик острова Мартиника.

## Описание
Общая длина достигает 2 м. Голова небольшая, вытянутая с заострённым ростральным щитком. Туловище стройное, крепкое.
Окраска варьирует даже у детёнышей одной кладки. Основной, более или менее ярко-жёлто-бурый цвет переходит в бурый, серо-бурый и чёрный. Рисунок состоит из чёрной полосы, которая тянется от глаз к затылку, и двух рядов неправильных, светлых, иногда тигровых поперечных пятен вдоль спины. Чёрная полоса иногда отсутствует. У некоторых особей стороны окрашены в красный цвет. Брюхо без пятен.

## Образ жизни
Предпочитает леса, плантации. Активен ночью. Значительную часть времени проводит на деревьях. Питается птицами и грызунами.
Это яйцеживородящая змея.
Яд опасен для жизни человека, известны многие случаи гибели от укуса этой змеи.

## Природоохранный статус
Вид обитает на очень ограниченной территории и испытывает значительное сокращение численности и доступных мест обитания, на основании чего Международным союзом охраны природы ему был присвоен статус вымирающего вида.